# Baia di Nootka

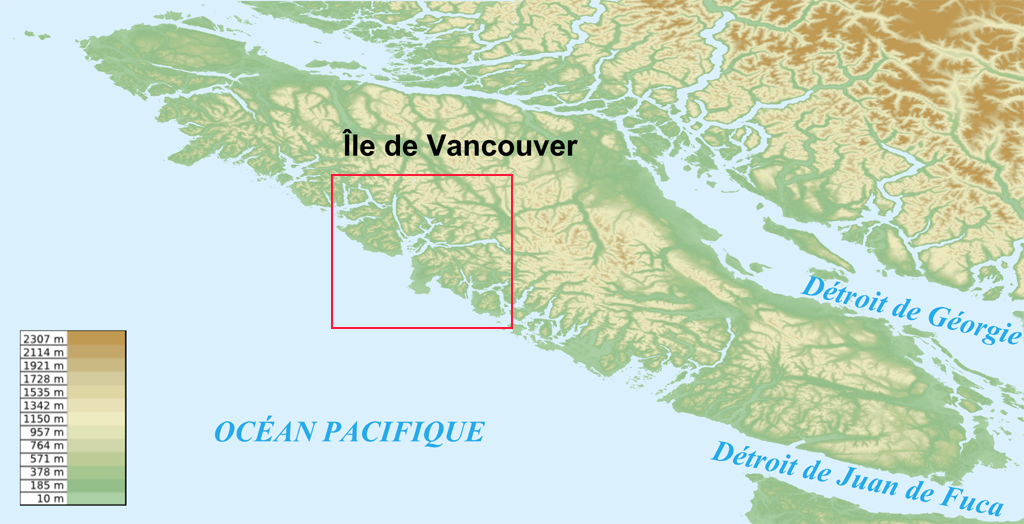
L'Isola di Vancouver nella Columbia Britannica e la localizzazione della Baia di Nootka.

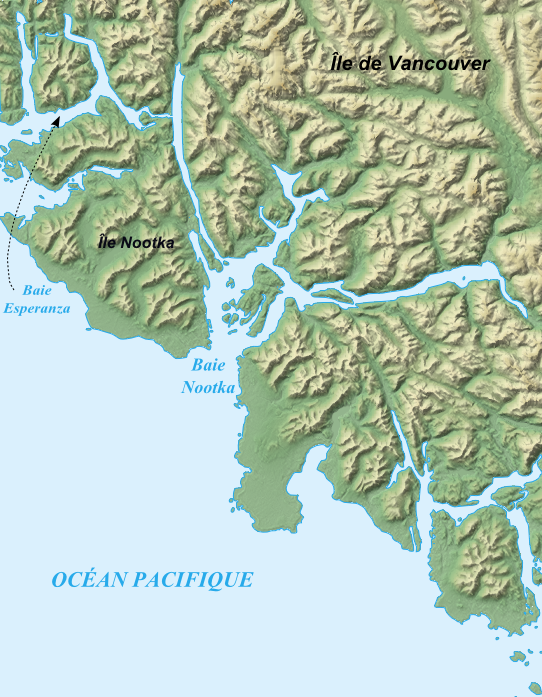
La Baia di Nootka.

La baia di Nootka (ing. Nootka Sound), talvolta chiamata anche fiordo di Nootka, è un braccio di mare, situato sulla costa occidentale dell'isola di Vancouver nella Columbia Britannica in Canada.
Divenne noto in particolare per essere stato, alla fine del XVIII secolo, il luogo di una crisi (la crisi di Nootka) tra Regno Unito e Spagna per il controllo dei territori nordamericani affacciati sull'oceano Pacifico. Il nome Nootka è associato anche al trattato fra britannici e spagnoli che pose fine a quella crisi: la convenzione di Nootka.